# Virginia Slims of Boston 1983
Il Virginia Slims of Boston 1983 è stato un torneo di tennis giocato sul sintetico indoor. È stata la 10ª edizione del torneo, che fa parte del Virginia Slims World Championship Series 1983. Si è giocato a Boston negli USA dal 14 al 20 marzo 1983.

## Campionesse

### Singolare
Wendy Turnbull ha battuto in finale  Sylvia Hanika con il punteggio di 6–4, 3–6, 6–4

### Doppio
Jo Durie /  Ann Kiyomura hanno battuto in finale  Kathy Jordan /  Anne Smith con il punteggio di 6–3, 6–1